# Гудачки квартет
Гудачки квартет је музички извођачки састав који чине 4 гудачка инструмента: двије виолине, виола и виолончело. Гудачки квартети су најпроминентнији камерни ансамбли у класичној музици. Квартет је постао популаран почетком периода класичне музике и користили су га композитори да искористе разноврсне тонске боје гудачких инструмената. Јозеф Хајдн је био пионир развоја овог обрасца у 18. вијеку, и од тада се гудачки квартет сматра правим тестом композиторске умјетности.
Користећи четири равноправна инструмента показује се важност тимског дјеловања сваког члана који има једнаку улогу у развоју тематских материјала.

## Значење
Иако се било која комбинација са четири гудачка инструмента може дословно назвати "гудачки квартет", у пракси овај појам се обично односи на групу која се састоји од двије виолине, једне виоле и једног виолончела. "Прва" виолина обично свира мелодијску линију у вишим регистрима, а "друга" виолина свира ниже ноте у хармонији. Четири инструмента у гудачком квартету одговарају са четири распона које можемо наћи у пјевачким хоровима - сопран, алт, тенор и бас.
Стандардни гудачки квартет сматран је од многих као један од најважнијих облика у камерној музици, а већина великих композитора из касног 18. вијека па надаље писали су музику за гудачке квартете.
"Гудачки квартет" се не односи само на ансамбл за четири инструмента, него и на врсту музичког састава. А састав за четири свирача гудачких инструмената може бити написан у било ком музичком облику, али ако је дјело "гудачки квартет" то се музичко дјело обично састоји од четири ставке, са структуром великих размјера сличан ономе као у симфонији.
Многе друге камерне групе могу се видјети као модификације гудачког квартета, попут клавирског квинтета, што је гудачки квартет с додатком клавира; гудачки квинтет, што је гудачки квартет с додатном виолом, виолончелом или контрабасом, а гудачки трио, који садржи једну виолину, виолу и виолончело; и клавир квартет који је гудачки квартет с једном од виолина замијењеном клавиром. Ако композитор ствара музику за четири друга гудачка инструмент – на примјер, три виолине и бас, или виолина, виола, виолончело, и гитара - инструментација се назначава посебно.

## Историја
Облик гудачког квартета први пут је почео да се користи у другој половини 18. вијека. Прва дјела за гудачки квартет од Јозефа Хајдна имају пет ставки и личе на дивертименто или серенаду, али гудачки квартети Опус 9 из 1769-1770. године су у облику који је постао стандард за Хајдна и друге композиторе. Због тога што је његов примјер помогао у модификовању облика који је настао из барокне свите, Хајдн се често назива "оцем гудачког квартета."
Хајдн је повремено свирао своје квартете за друштвена окупљања са импровизованим ансамблом чији члан је био и Моцарт. Музика за гудачке квартете цвјетала је у класично доба, с Моцартом и Бетовеном који су уз Хајдна написали познате серије квартета.
Благо посустајање у темпу стварања музике за гудачке квартете дошло је у 19. вијеку. Неколико композитора написало је само један квартет, можда да покажу да могу у потпуности да овладају овим музичким жанром. Са почетком модерног доба у класичној музици, квартет поново постиже пуну популарност међу композиторима.
16 гудачких квартета Лудвига ван Бетовена се сматрају једним од најважнијих радова у овом жанру. Они су углавном разврстани као почетни, средњи и касни квартети. Завршних шест квартета (бр. 1-6, Опус 18) сматрају се доказом да је Бетовен потпуно овладао овим музичким обликом који се развио од оних квартета Франца Јосефа Хајдна и Волфанга Амадеуса Моцарта. У Разумовскy квартетима, написаним у периоду од 1805-1806. године као резултат покровитељства грофа Андреаса Разумовског, остају и даље изузетно популарни, показујући композиторов већи израз за емоционалну осјетљивост и драму.
Касни Бетовенови квартети, у које спадају његових завршних пет квартета и Велика фуга су посљедње композиције овог композитора. Ови радови се суздржавају од романтичног етоса из времена средњих квартета и имају тенденцију да буду изузетно сложени у својим хармонијским и структурним изумима. Комплексна хармонијска и мелодијска природа тих радова збуњује многе који су били упознати са Бетовеновим раним и средњим квартетима, а неки закључују да је Бетовенова повећана глувоћа изазвала да велики композитор изгуби свој музички ослонац.
Остали композитори из 19. вијека који су писали важне радове у жанру гудачког квартета су:Франц Шуберт, Јоханес Брамс, Антоњин Дворжак.

## Значај
Од времена Јозефа Хајдна гудачки квартет је био престижан, и сматрао се правим тестом у умјетности класичних композитора. То може бити дјелимично због чињенице да је палета звука више ограничена него код оркестралне музике, због чега је музика морала стајати више за себе не ослањајући се на тонске боје, или из наслијеђених контрапункталних тенденција у музици написаној за четири једнака музичка инструмента. Ова четири једнака музичка инструмента показују важност када раде као тим гдје сваки члан има једнаку улогу у развоју тематских материјала. Гудачки квартет је постао модеран аспект европског друштва 18. вијека, гдје су богати покровитељи користили квартете као модеран вид забаве у својим домовима.

## Позната дјела за гудачки квартет
Неки од најпопуларнијих и најпризнатијих радова за гудачки квартет написаних између 18.вијека и 1980-их су:
- 68 гудачких квартета Јозефа Хајдна, а посебно инвентивни Оп. 33 збирка од шест квартета, као и шест заосталих Ердодy квартета, Оп. 76.
- 23 гудачка квартета Волфганга Амадеуса Моцарта. Шест посебно посвећених Хајдну (К. 387, 421, 428, 458, 464, 465, Опус 10) се сматрају врхунцем класичних квартета.
- Гудачки квартет бр. 19 у C -дуру ("дисонантни"), К. 465 је још увијек изненађујући због свог дисонантног отварања.
- 16 квартета Лудвига ван Бетовена су веома хваљени. Гудачки квартети бр. 1-6, Опус 18 показују укупно мајсторство класичног гудачког квартета развијеног од стране Хајдна и Моцарта. У наредна три, или Разумовскy квартетима који су изузетно популарни и данас јер су у великој мјери проширили овај музички облик уграђујући нови степен емоционалне осјетљивости и драме.
- гудачки квартети бр. 10-11, Оп. 74 "Харфа" и Оп. 95 "Сериосо (Бетовен).
- касни Бетовенови гудачки квартети, којима припадају његових задњих пет квартета и Велике фуге су композиторови задњи завршени радови. Ови радови се сматрају међу највећим музичким композицијама икада написаним.
- Гудачки квартет бр. 14 у d-молу "Смрт и дјевојка" Франца Шуберта. Његов Гудачки квартет бр. 13 у a-молу "Росамунде" и његов завршни Гудачки квартет бр. 15 у Г-дуру.
- Шест гудачких квартета Феликса Менделсона.
- Гудачки квартет бр. 1 у e-молу "Из мог живота" Бедриха Сметане.
- Три квартета Јоханеса Брамса;
- "Амерички" Гудачки квартет бр. 12 у F-дуру Антоњина Дворжака
- Гудачки квартет бр. 1 у D-дуру, Оп. 11, Петра Чајковског.
- Гудачки квартет бр. 2 у D-дуру Александра Бородина, а посебно "Ноктурно".